# Woman to Woman
Woman to Woman é um filme de drama mudo produzido no Reino Unido e lançado em 1923.